# Marilène van den Broek

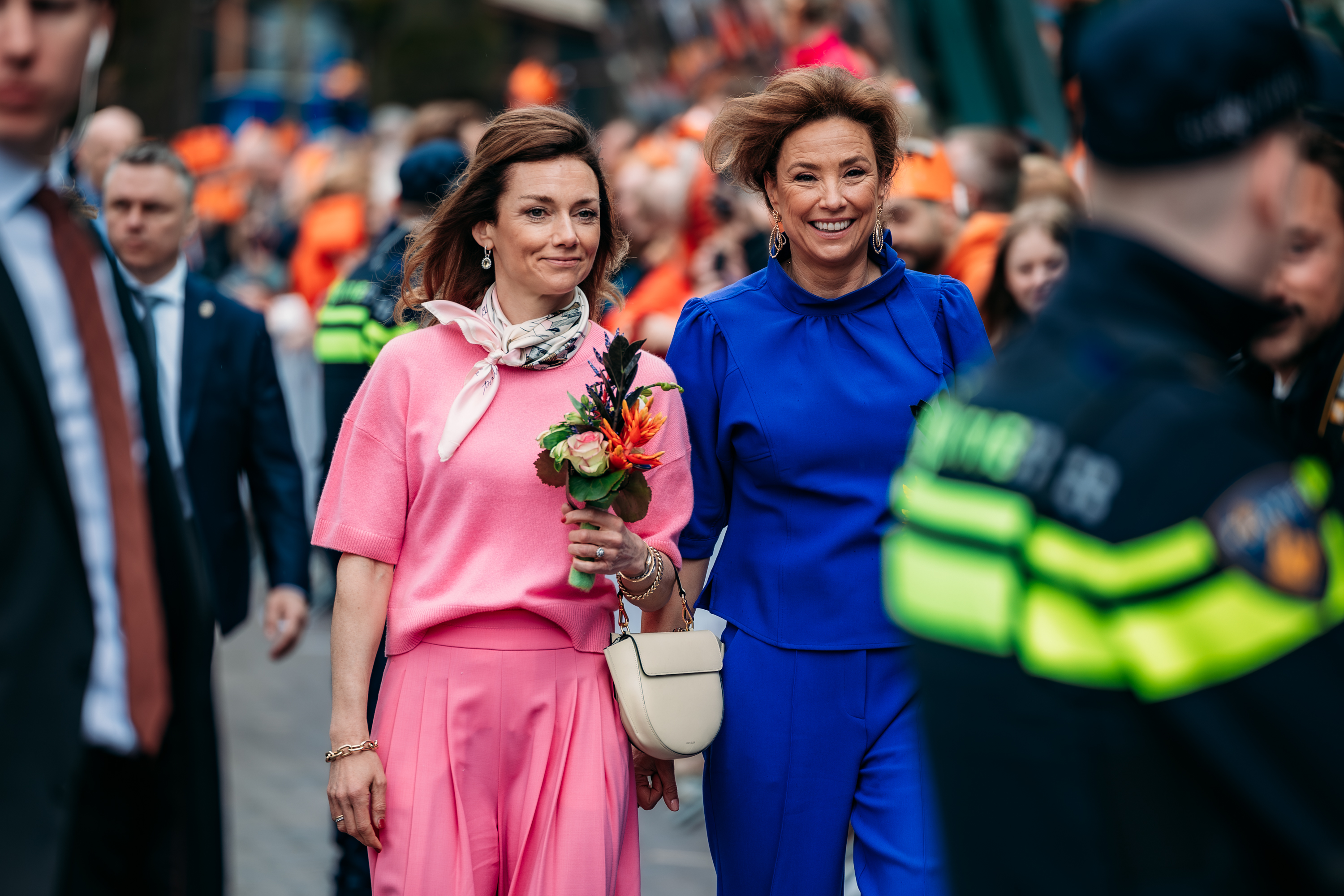
Prinsessen Annette Sekrève en Marilène van den Broek tijdens Koningsdag 2024 in Emmen.

Marie-Hélène Angela (Marilène) van den Broek (Dieren, 4 februari 1970) is de echtgenote van prins Maurits van Oranje-Nassau, Van Vollenhoven.

## Jeugd en studie
Marilène werd geboren in Dieren als jongste dochter van Hans van den Broek, later minister van Buitenlandse Zaken en Europees Commissaris voor Buitenlandse Betrekkingen, en Josée van Schendel. Ze behaalde haar VWO-diploma in 1988 aan het Rijnlands Lyceum te Wassenaar. Zij studeerde van 1988 tot 1994 bedrijfskunde aan de Rijksuniversiteit Groningen. Tijdens haar studie leerde ze prins Maurits kennen, de oudste zoon van prinses Margriet der Nederlanden en mr. Pieter van Vollenhoven, met wie ze in 1998 trouwde.

## Prinses
Op 29 mei 1998 vond in Apeldoorn het burgerlijk huwelijk plaats, één dag later gevolgd door de kerkelijke inzegening tijdens een oecumenische kerkdienst in de Grote Kerk, eveneens te Apeldoorn. Het zou het laatste publieke optreden worden van prinses Juliana der Nederlanden, de grootmoeder van prins Maurits, die bij deze gelegenheid abusievelijk ter Heilige Communie ging.
Marilène werd door haar huwelijk het eerste rooms-katholieke lid van het Koninklijk Huis, maar niet van adel. Zij mag zich wel prinses noemen en zich laten aanspreken als Hoogheid. De kinderen van Maurits en Marilène hebben geen titels gekregen en het paar zelf is sinds de troonsbestijging van koning Willem-Alexander in 2013 geen lid meer van het Koninklijk Huis.

## Werkzaamheden
Na haar studie vervulde Marilène commerciële en operationele functies bij Gall & Gall, daarna commerciële en marketingfuncties op het hoofdkantoor van Albert Heijn in Zaandam. Sinds 2006 werkte zij op de afdeling Development van het Rijksmuseum in Amsterdam, waar ze verantwoordelijk was voor de Vriendenorganisatie van het Rijksmuseum. Vanaf september 2017 werkt Marilène voor de BankGiro Loterij, als adviseur partnerships. 
Marilène is ook lid van het college van alumni van de Rijksuniversiteit Groningen en van het Comité van Aanbeveling van het Ronald McDonald Huis.

## Gezin
Marilène en Maurits zijn na hun huwelijk in Amsterdam gaan wonen, waar ook hun drie kinderen geboren zijn. Op 15 april 2001 werd hun dochter Anna geboren, op 26 oktober 2002 hun zoon Lucas en op 31 mei 2005 hun tweede dochter, Felicia. Zij kregen als achternaam: Van Lippe-Biesterfeld van Vollenhoven.